# Левчук Остап Михайлович
Оста́п Миха́йлович Левчу́к — старший лейтенант медичної служби Збройних Сил України, учасник російсько-української війни, що загинув у ході російського вторгнення в Україну.

## Життєпис
До російського вторгнення в Україну мешкав у м. Переяславі Київської області. За словами рідної сестри Остапа Михайловича, Тетяни Щукіної, брат добровільно пішов до військкомату й записався лікарем на фронт. Був доброзичливою, чуйною людиною, одним з найавторитетніших ЛОР-лікарів. Військову службу проходив у складі 72 ОМБр.
Загинув 16 березня 2022 року від кулі ворожого снайпера під час евакуації поранених військовослужбовців та цивільного населення із зони обстрілу в районі с. Мощун Бучанського району на Київщині. Похований 21 березня 2022 року в м. Переяславі.

## Нагороди
- орден Богдана Хмельницького III ступеня (2022, посмертно) — за особисту мужність і самовіддані дії, виявлені у захисті державного суверенітету та територіальної цілісності України, вірність військовій присязі.